# Großer Preis von Brasilien 1984
Der Große Preis von Brasilien 1984 (offiziell XIII Grande Prêmio Brasil de Fórmula 1) fand am 25. März auf dem Jacarepaguá Circuit in Rio de Janeiro statt und war das erste Rennen der Formel-1-Weltmeisterschaft 1984.

## Berichte

### Hintergrund
Da das in der Saison 1983 von den meisten Teams praktizierte Nachtanken während der Rennen von den Verantwortlichen als zu gefährlich angesehen wurde, erließ man vor der neuen Saison ein entsprechendes Verbot. Zudem wurde die maximale Kraftstoffmenge der Wagen auf 220 Liter pro Rennen begrenzt, was insbesondere die mittlerweile in der Überzahl vorhandenen Teams mit verbrauchsintensiven Turbomotoren vor Probleme stellte.
Die Teams Williams, Lotus, ATS und Arrows behielten jeweils die Fahrerbesetzungen bei, mit denen sie die Saison 1983 abgeschlossen hatten.
John Watson, der Ende 1983 darauf spekuliert hatte, dass alle namhaften Fahrer vertraglich fest gebunden seien, forderte von McLaren-Teamchef Ron Dennis eine Gehaltserhöhung, womit dieser nicht einverstanden war. Als Renault überraschend die Trennung von Alain Prost bekanntgab, wurde schließlich dieser anstelle von Watson unter Vertrag genommen, der daraufhin kein Cockpit für die Saison 1984 erhielt. Auch der zweite Renault-Stammfahrer des Vorjahres, Eddie Cheever, hatte Renault verlassen und wurde neuer Teamkollege von Riccardo Patrese bei Alfa Romeo, wo man neben dem ehemaligen Brabham-Piloten auch Benetton, den bisherigen Hauptsponsor von Tyrrell, unter Vertrag genommen hatte. Patrick Tambay und Derek Warwick wurden daraufhin die neuen Renault-Stammfahrer.
Tambays ehemaligen Platz an der Seite von René Arnoux bei Ferrari nahm Michele Alboreto ein. Dessen bisheriges Team Tyrrell stellte sich daraufhin mit den beiden Debütanten Stefan Bellof und Martin Brundle komplett neu auf. Nachdem neben Warwick auch Bruno Giacomelli Toleman verlassen hatte, benötigte auch dieses Team zwei neue Fahrer. Man entschied sich für Johnny Cecotto und den Formel-1-Neuling Ayrton Senna.
Ligier trat fortan mit Turbomotoren von Renault an. Zudem wurde ein neuer Hauptsponsor sowie die beiden Fahrer Andrea de Cesaris und François Hesnault engagiert. RAM Racing vollzog ebenfalls einen Wechsel des Motorenlieferanten. Man entschied sich für Vierzylinder-Turbomotoren von Hart. Als Fahrer wurden Jonathan Palmer und der Neuling Philippe Alliot unter Vertrag genommen. Teo Fabi wurde neuer Teamkollege des amtierenden Weltmeisters Nelson Piquet bei Brabham.
Lediglich Tyrrell, Williams, Arrows und Toleman bestritten den Saisonauftakt ausschließlich mit Vorjahresfahrzeugen, wobei der Williams FW09 erst beim Saisonfinale 1983 zum Einsatz gekommen war und somit eine relativ neue Konstruktion darstellte.
Marc Surer bestritt seinen 50. Grand Prix.

### Training
Elio de Angelis qualifizierte sich im neuen Lotus 95T für die Pole-Position vor Alboreto im Ferrari 126C4. Warwick und Prost belegten die zweite Startreihe vor Nigel Mansell und Niki Lauda.
Manfred Winkelhock wurde disqualifiziert, da Mechaniker seinen Wagen unerlaubterweise in die Box geschoben hatten, nachdem er während des Qualifikationstrainings auf der Strecke liegen geblieben war.

### Rennen
Aufgrund eines Stromausfalls musste der erste Startversuch abgebrochen werden. Der zweite Versuch gelang ebenfalls nicht, da de Cesaris aufgrund eines defekten Schaltgestänges die Strecke blockierte. Erst der dritte Versuch war erfolgreich, wobei de Cesaris mit einem T-Car aus der Boxengasse startete.
Da de Angelis und Prost kein guter Start gelang, lag Alboreto nach der ersten Runde vor Warwick, Mansell und Lauda in Führung. Piquet würgte seinen Motor ab und musste daher dem Feld hinterhereilen.
Lauda überholte nacheinander mehrere Kontrahenten, wobei sich sein Wagen und der von Warwick leicht berührten. In der zwölften Runde übernahm der Österreicher die Führung vor Warwick, Mansell, Tambay und Prost, wobei er von einem Dreher Alboretos profitierte. Ab der 24. Runde ergänzte Prost Laudas Führung zu einer McLaren-Doppelspitze. Dabei blieb es bis zu den Boxenstopps, bei denen aufgrund des Tankverbots lediglich die Reifen gewechselt wurden. Lauda schied während seines Stopps aufgrund eines Elektrikproblems aus. Prosts Stopp verlief ebenfalls nicht problemlos, sodass Warwick die Führung übernahm.
In der 51. Runde drehte sich Warwick ins Aus, da eine Radaufhängung brach. Es handelte sich dabei um eine Spätfolge der leichten Kollision mit Lauda zu Beginn des Rennens. Tambay, der zu diesem Zeitpunkt auf dem zweiten Rang lag, musste kraftstoffsparend fahren und nahm dafür in Kauf, von Keke Rosberg überholt zu werden. Trotzdem blieb er zwei Runden vor dem Ende des Rennens mit leerem Tank liegen. Somit siegte Prost vor Rosberg und de Angelis. Cheever und Brundle belegten die Plätze vier und fünf. Tambay wurde aufgrund seiner zurückgelegten Distanz als Sechster gewertet.
Als das Tyrrell-Team gegen Ende der Saison von der Weltmeisterschaft ausgeschlossen wurde, rückten alle Piloten, die nach Brundle das Ziel erreicht hatten, um einen Platz auf. Somit erhielt nachträglich Thierry Boutsen einen WM-Punkt.

## Meldeliste
| Team                            | Nr. | Fahrer             | Chassis         | Motor                       | Reifen |
| ------------------------------- | --- | ------------------ | --------------- | --------------------------- | ------ |
| MRD International               | 01  | Nelson Piquet      | Brabham BT53    | BMW M12/13 1.5 L4t          | M      |
| MRD International               | 02  | Teo Fabi           | Brabham BT53    | BMW M12/13 1.5 L4t          | M      |
| Tyrrell Racing Organisation     | 03  | Martin Brundle     | Tyrrell 012     | Ford Cosworth DFY 3.0 V8    | G      |
| Tyrrell Racing Organisation     | 04  | Stefan Bellof      | Tyrrell 012     | Ford Cosworth DFY 3.0 V8    | G      |
| Williams Grand Prix Engineering | 05  | Jacques Laffite    | Williams FW09   | Honda RA163-E 1.5 V6t       | G      |
| Williams Grand Prix Engineering | 06  | Keke Rosberg       | Williams FW09   | Honda RA163-E 1.5 V6t       | G      |
| Marlboro McLaren International  | 07  | Alain Prost        | McLaren MP4/2   | TAG/Porsche TTE PO1 1.5 V6t | M      |
| Marlboro McLaren International  | 08  | Niki Lauda         | McLaren MP4/2   | TAG/Porsche TTE PO1 1.5 V6t | M      |
| Skoal Bandit Formula 1 Team     | 09  | Philippe Alliot    | RAM 02          | Hart 415T 1.5 L4t           | P      |
| Skoal Bandit Formula 1 Team     | 10  | Jonathan Palmer    | RAM 01          | Hart 415T 1.5 L4t           | P      |
| John Player Team Lotus          | 11  | Elio de Angelis    | Lotus 95T       | Renault EF4 1.5 V6t         | G      |
| John Player Team Lotus          | 12  | Nigel Mansell      | Lotus 95T       | Renault EF4 1.5 V6t         | G      |
| Team ATS                        | 14  | Manfred Winkelhock | ATS D7          | BMW M12/13 1.5 L4t          | P      |
| Équipe Renault Elf              | 15  | Patrick Tambay     | Renault RE50    | Renault EF4 1.5 V6t         | M      |
| Équipe Renault Elf              | 16  | Derek Warwick      | Renault RE50    | Renault EF4 1.5 V6t         | M      |
| Barclay Nordica Arrows BMW      | 17  | Marc Surer         | Arrows A6       | Ford Cosworth DFV 3.0 V8    | G      |
| Barclay Nordica Arrows BMW      | 18  | Thierry Boutsen    | Arrows A6       | Ford Cosworth DFV 3.0 V8    | G      |
| Toleman Group Motorsport        | 19  | Ayrton Senna       | Toleman TG183B  | Hart 415T 1.5 L4t           | P      |
| Toleman Group Motorsport        | 20  | Johnny Cecotto     | Toleman TG183B  | Hart 415T 1.5 L4t           | P      |
| Spirit Racing                   | 21  | Mauro Baldi        | Spirit 101B     | Hart 415T 1.5 L4t           | P      |
| Benetton Team Alfa Romeo        | 22  | Riccardo Patrese   | Alfa Romeo 184T | Alfa Romeo 890T 1.5 V8t     | G      |
| Benetton Team Alfa Romeo        | 23  | Eddie Cheever      | Alfa Romeo 184T | Alfa Romeo 890T 1.5 V8t     | G      |
| Osella Squadra Corse            | 24  | Piercarlo Ghinzani | Osella FA1F     | Alfa Romeo 890T 1.5 V8t     | P      |
| Ligier Loto                     | 25  | François Hesnault  | Ligier JS23     | Renault EF4 1.5 V6t         | M      |
| Ligier Loto                     | 26  | Andrea de Cesaris  | Ligier JS23     | Renault EF4 1.5 V6t         | M      |
| Scuderia Ferrari SpA SEFAC      | 27  | Michele Alboreto   | Ferrari 126C4   | Ferrari 031 1.5 V6t         | G      |
| Scuderia Ferrari SpA SEFAC      | 28  | René Arnoux        | Ferrari 126C4   | Ferrari 031 1.5 V6t         | G      |

## Klassifikationen

### Qualifying
| Pos. | Fahrer             | Konstrukteur        | Qualifikationstraining 1 | Qualifikationstraining 1 | Qualifikationstraining 2 | Qualifikationstraining 2 | Start |
| Pos. | Fahrer             | Konstrukteur        | Zeit                     | Ø-Geschwindigkeit        | Zeit                     | Ø-Geschwindigkeit        | Start |
| ---- | ------------------ | ------------------- | ------------------------ | ------------------------ | ------------------------ | ------------------------ | ----- |
| 01   | Elio de Angelis    | Lotus-Renault       | 1:29,625                 | 202,082 km/h             | 1:28,392                 | 204,901 km/h             | 01    |
| 02   | Michele Alboreto   | Ferrari             | 1:29,950                 | 201,352 km/h             | 1:28,898                 | 203,735 km/h             | 02    |
| 03   | Derek Warwick      | Renault             | 1:30,945                 | 199,149 km/h             | 1:29,025                 | 203,444 km/h             | 03    |
| 04   | Alain Prost        | McLaren-TAG-Porsche | 1:29,823                 | 201,637 km/h             | 1:29,330                 | 202,749 km/h             | 04    |
| 05   | Nigel Mansell      | Lotus-Renault       | 1:29,364                 | 202,672 km/h             | 1:30,182                 | 200,834 km/h             | 05    |
| 06   | Niki Lauda         | McLaren-TAG-Porsche | 1:29,951                 | 201,350 km/h             | 1:29,854                 | 201,567 km/h             | 06    |
| 07   | Nelson Piquet      | Brabham-BMW         | 1:31,068                 | 198,880 km/h             | 1:30,149                 | 200,907 km/h             | 07    |
| 08   | Patrick Tambay     | Renault             | 1:30,719                 | 199,645 km/h             | 1:30,554                 | 200,009 km/h             | 08    |
| 09   | Keke Rosberg       | Williams-Honda      | 1:31,778                 | 197,341 km/h             | 1:30,611                 | 199,883 km/h             | 09    |
| 10   | René Arnoux        | Ferrari             | 1:30,832                 | 199,397 km/h             | 1:30,695                 | 199,698 km/h             | 10    |
| 11   | Riccardo Patrese   | Alfa Romeo          | 1:30,973                 | 199,088 km/h             | 1:31,679                 | 197,555 km/h             | 11    |
| 12   | Eddie Cheever      | Alfa Romeo          | 1:33,115                 | 194,508 km/h             | 1:31,282                 | 198,414 km/h             | 12    |
| 13   | Jacques Laffite    | Williams-Honda      | 1:32,032                 | 196,797 km/h             | 1:31,548                 | 197,837 km/h             | 13    |
| 14   | Andrea de Cesaris  | Ligier-Renault      | 1:34,622                 | 191,410 km/h             | 1:32,895                 | 194,969 km/h             | 14    |
| DSQ  | Manfred Winkelhock | ATS-BMW             | 1:35,395                 | 189,859 km/h             | 1:32,997                 | 194,755 km/h             | –     |
| 16   | Teo Fabi           | Brabham-BMW         | 1:33,951                 | 192,777 km/h             | 1:33,277                 | 194,170 km/h             | 15    |
| 17   | Ayrton Senna       | Toleman-Hart        | 1:36,867                 | 186,974 km/h             | 1:33,525                 | 193,655 km/h             | 16    |
| 18   | Johnny Cecotto     | Toleman-Hart        | 1:35,980                 | 188,702 km/h             | 1:35,300                 | 190,048 km/h             | 17    |
| 19   | Martin Brundle     | Tyrrell-Ford        | 1:36,081                 | 188,503 km/h             | 1:36,191                 | 188,288 km/h             | 18    |
| 20   | François Hesnault  | Ligier-Renault      | 1:36,257                 | 188,159 km/h             | 1:36,238                 | 188,196 km/h             | 19    |
| 21   | Thierry Boutsen    | Arrows-Ford         | 1:36,737                 | 187,225 km/h             | 1:36,312                 | 188,051 km/h             | 20    |
| 22   | Piercarlo Ghinzani | Osella-Alfa Romeo   | 1:40,431                 | 180,339 km/h             | 1:36,434                 | 187,813 km/h             | 21    |
| 23   | Stefan Bellof      | Tyrrell-Ford        | 1:36,957                 | 186,800 km/h             | 1:36,609                 | 187,473 km/h             | 22    |
| 24   | Mauro Baldi        | Spirit-Hart         | 1:36,816                 | 187,072 km/h             | 1:39,873                 | 181,346 km/h             | 23    |
| 25   | Marc Surer         | Arrows-Ford         | 1:37,204                 | 186,326 km/h             | 1:37,348                 | 186,050 km/h             | 24    |
| 26   | Philippe Alliot    | RAM-Hart            | 1:38,124                 | 184,579 km/h             | 1:37,709                 | 185,363 km/h             | 25    |
| 27   | Jonathan Palmer    | RAM-Hart            | 1:39,840                 | 181,406 km/h             | 1:37,919                 | 184,965 km/h             | 26    |

### Rennen
| Pos. | Fahrer             | Konstrukteur        | Runden | Stopps | Zeit        | Start | Schnellste Runde |
| ---- | ------------------ | ------------------- | ------ | ------ | ----------- | ----- | ---------------- |
| 01   | Alain Prost        | McLaren-TAG-Porsche | 61     | 1      | 1:42:34,492 | 04    | 1:36,499 (42.)   |
| 02   | Keke Rosberg       | Williams-Honda      | 61     | 1      | + 40,514    | 09    | 1:38,506         |
| 03   | Elio de Angelis    | Lotus-Renault       | 61     | 1      | + 59,128    | 01    | 1:38,180         |
| 04   | Eddie Cheever      | Alfa Romeo          | 60     | 1      | + 1 Runde   | 12    | 1:39,125         |
| 05   | Patrick Tambay     | Renault             | 59     | 1      | DNF         | 08    | 1:37,211         |
| 06   | Thierry Boutsen    | Arrows-Ford         | 59     | 0      | + 2 Runden  | 20    | 1:43,247         |
| 07   | Marc Surer         | Arrows-Ford         | 59     | 0      | + 2 Runden  | 24    | 1:43,960         |
| 08   | Jonathan Palmer    | RAM-Hart            | 58     | 0      | + 3 Runden  | 26    | 1:39,494         |
| –    | Derek Warwick      | Renault             | 51     | 1      | DNF         | 03    | 1:36,556         |
| –    | Andrea de Cesaris  | Ligier-Renault      | 42     | 1      | DNF         | 14    | 1:40,673         |
| –    | Riccardo Patrese   | Alfa Romeo          | 41     | 1      | DNF         | 11    | 1:39,919         |
| –    | Niki Lauda         | McLaren-TAG-Porsche | 38     | 0      | DNF         | 06    | 1:38,389         |
| –    | Nigel Mansell      | Lotus-Renault       | 35     | 1      | DNF         | 05    | 1:38,796         |
| –    | Nelson Piquet      | Brabham-BMW         | 32     | 1      | DNF         | 07    | 1:40,003         |
| –    | Teo Fabi           | Brabham-BMW         | 32     | 1      | DNF         | 15    | 1:39,953         |
| –    | René Arnoux        | Ferrari             | 30     | 0      | DNF         | 10    | 1:40,273         |
| –    | Piercarlo Ghinzani | Osella-Alfa Romeo   | 28     | 1      | DNF         | 21    | 1:43,878         |
| –    | François Hesnault  | Ligier-Renault      | 25     | 0      | DNF         | 19    | 1:42,998         |
| –    | Philippe Alliot    | RAM-Hart            | 24     | 0      | DNF         | 25    | 1:44,934         |
| –    | Johnny Cecotto     | Toleman-Hart        | 18     | 0      | DNF         | 17    | 1:42,880         |
| –    | Jacques Laffite    | Williams-Honda      | 15     | 0      | DNF         | 13    | 1:41,096         |
| –    | Michele Alboreto   | Ferrari             | 14     | 0      | DNF         | 02    | 1:38,530         |
| –    | Mauro Baldi        | Spirit-Hart         | 12     | 0      | DNF         | 23    | 1:46,380         |
| –    | Ayrton Senna       | Toleman-Hart        | 7      | 0      | DNF         | 16    | 1:42,286         |
| DSQ  | Martin Brundle     | Tyrrell-Ford        | 60     | 1      | + 1 Runde   | 18    | 1:40,804         |
| DSQ  | Stefan Bellof      | Tyrrell-Ford        | 11     | 0      | DNF         | 22    | 1:41,676         |

Anmerkungen
1. 1 2  Aufgrund von Verstößen gegen das Reglement wurden das Team Tyrrell sowie die Fahrer Brundle und Bellof im September 1984 rückwirkend für die gesamte Saison 1984 disqualifiziert. Zudem wurde dem Team die Teilnahme an den letzten drei Rennen des Jahres untersagt.

## WM-Stände nach dem Rennen
Die ersten sechs des Rennens bekamen 9, 6, 4, 3, 2 bzw. 1 Punkt(e). In der Fahrerwertung wurden die besten elf Resultate, in der Konstrukteurswertung alle Resultate gewertet.

### Fahrerwertung
| Pos. | Fahrer            | Konstrukteur        | Punkte |
| ---- | ----------------- | ------------------- | ------ |
| 01   | Alain Prost       | McLaren-TAG-Porsche | 9      |
| 02   | Keke Rosberg      | Williams-Honda      | 6      |
| 03   | Elio de Angelis   | Lotus-Renault       | 4      |
| 04   | Eddie Cheever     | Alfa Romeo          | 3      |
| 05   | Patrick Tambay    | Renault             | 2      |
| 06   | Thierry Boutsen   | Arrows-Ford         | 1      |
| 07   | Marc Surer        | Arrows-Ford         | 0      |
| 08   | Jonathan Palmer   | RAM-Hart            | 0      |
| –    | Derek Warwick     | Renault             | 0      |
| –    | Andrea de Cesaris | Ligier-Renault      | 0      |
| –    | Riccardo Patrese  | Alfa Romeo          | 0      |
| –    | Niki Lauda        | McLaren-TAG-Porsche | 0      |
| –    | Nigel Mansell     | Lotus-Renault       | 0      |

| Pos. | Fahrer             | Konstrukteur      | Punkte |
| ---- | ------------------ | ----------------- | ------ |
| –    | Nelson Piquet      | Brabham-BMW       | 0      |
| –    | Teo Fabi           | Brabham-BMW       | 0      |
| –    | René Arnoux        | Ferrari           | 0      |
| –    | Piercarlo Ghinzani | Osella-Alfa Romeo | 0      |
| –    | François Hesnault  | Ligier-Renault    | 0      |
| –    | Philippe Alliot    | RAM-Hart          | 0      |
| –    | Johnny Cecotto     | Toleman-Hart      | 0      |
| –    | Jacques Laffite    | Williams-Honda    | 0      |
| –    | Michele Alboreto   | Ferrari           | 0      |
| –    | Mauro Baldi        | Spirit Hart       | 0      |
| –    | Ayrton Senna       | Toleman-Hart      | 0      |
| DSQ  | Martin Brundle     | Tyrrell-Ford      | 2      |
| DSQ  | Stefan Bellof      | Tyrrell-Ford      | 0      |

### Konstrukteurswertung
| Pos. | Konstrukteur        | Punkte |
| ---- | ------------------- | ------ |
| 01   | McLaren-TAG-Porsche | 9      |
| 02   | Williams-Honda      | 6      |
| 03   | Lotus-Renault       | 4      |
| 04   | Alfa Romeo          | 3      |
| 05   | Renault             | 2      |
| 06   | Arrows-Ford         | 1      |
| 07   | RAM-Hart            | 0      |

| Pos. | Konstrukteur      | Punkte |
| ---- | ----------------- | ------ |
| –    | Ligier-Renault    | 0      |
| –    | Brabham-BMW       | 0      |
| –    | Ferrari           | 0      |
| –    | Osella-Alfa Romeo | 0      |
| –    | Toleman-Hart      | 0      |
| –    | Spirit-Hart       | 0      |
| DSQ  | Tyrrell-Ford      | 2      |

Anmerkungen
1. ↑  Tyrrell wurde im September 1984 wegen Reglementverstoßes aus der Weltmeisterschaft ausgeschlossen; Auslöser waren verbotene Wassertanks, die nach jedem Grand Prix befüllt wurden und auf diese Weise für ein Untergewicht während der Rennen sorgten.